# Karin Dedler
Karin Dedler-Feigele, nemška alpska smučarka, * 2. februar 1963, Dietmannsried.
Nastopila je na Olimpijskih igrah 1988, kjer je zasedla štirinajsto mesto v kombinaciji. Na Svetovnem prvenstvu 1989 je osvojila bronasto medaljo v smuku. V svetovnem pokalu je tekmovala osem sezon med letoma 1984 in 1992 ter dosegla tri uvrstitve na stopničke. V skupnem seštevku svetovnega pokala je bila najvišje na enajstem mestu leta 1990, leta 1991 je bila četrta v superveleslalomskem seštevku.